# Райт, Лоуренс
Ло́уренс Ра́йт (англ. Lawrence Wright; 2 августа 1947, Оклахома-Сити, США) — американский писатель, журналист и сценарист. Штатный сотрудник The New Yorker и Центра права и безопасности Школы права Нью-Йоркского университета. Лауреат Пулитцеровской премии.

## Биография
Родился 2 августа 1947 года в Оклахома-Сити.
В 1965 году окончил Школу Вудро Вильсона в Далласе. В 2009 году был введён в зал славы школы.
Окончил Тулейнский университет и два года преподавал английский язык в Американском университете в Каире, где в 1969 году получил степень магистра гуманитарных наук по прикладной лингвистике.
В 1971 году вернулся в США и работал в газете Race Relations Reporter.
В 1973 году начал работать в журнале Southern Voices.
В 1980 году начал работать в журнале Texas Monthly и сотрудничал с Rolling Stone.
В 1992 году стал штатным сотрудником The New Yorker.

## Писательская деятельность

### Смутная башня
Райт является автором шести книг, но самой известной из них является вышедшая в 2006 году — Смутная башня: «Аль-Каида» и путь к 11 сентября. Быстро став бестселлером в 2007 году получила несколько наград — премию Джея Энтони Лукаса и Пулитцеровскую премию за нехудожественную литературу. Книга попала в списки десяти лучших книг 2007 года The New York Times и The Washington Post, а также была высоко оценена комментаторами как превосходный источник по истории «Аль-Каиды» и террористическим актам 11 сентября 2001 года. Название книги является отсылкой к троекратному цитированию Усама бен Ладеном аята из Корана в видеообращении во время событий 11 сентября 2001 года: 

Где бы вы ни были, смерть настигнет вас, даже если бы вы находились в высоко вознесённых башнях. Если мунафикам выпадает на долю что-либо прекрасное, они говорят: "Это — от Аллаха". Если же их постигает беда, то они говорят: "Это — из-за тебя [, Мухаммад]". Отвечай им: "Эта [беда] — от Аллаха". Что случилось с этими людьми, ведь они не в состоянии постичь того, что им говорят?

Оригинальный текст (ар.)أَيْنَمَا تَكُونُوا يُدْرِكْكُمُ الْمَوْتُ وَلَوْ كُنْتُمْ فِي بُرُوجٍ مُشَيَّدَةٍ ۗ وَإِنْ تُصِبْهُمْ حَسَنَةٌ يَقُولُوا هَٰذِهِ مِنْ عِنْدِ اللَّهِ ۖ وَإِنْ تُصِبْهُمْ سَيِّئَةٌ يَقُولُوا هَٰذِهِ مِنْ عِنْدِكَ ۚ قُلْ كُلٌّ مِنْ عِنْدِ اللَّهِ ۖ فَمَالِ هَٰؤُلَاءِ الْقَوْمِ لَا يَكَادُونَ يَفْقَهُونَ حَدِيثًا—  4:78 (Османов)

### Путь к клиру

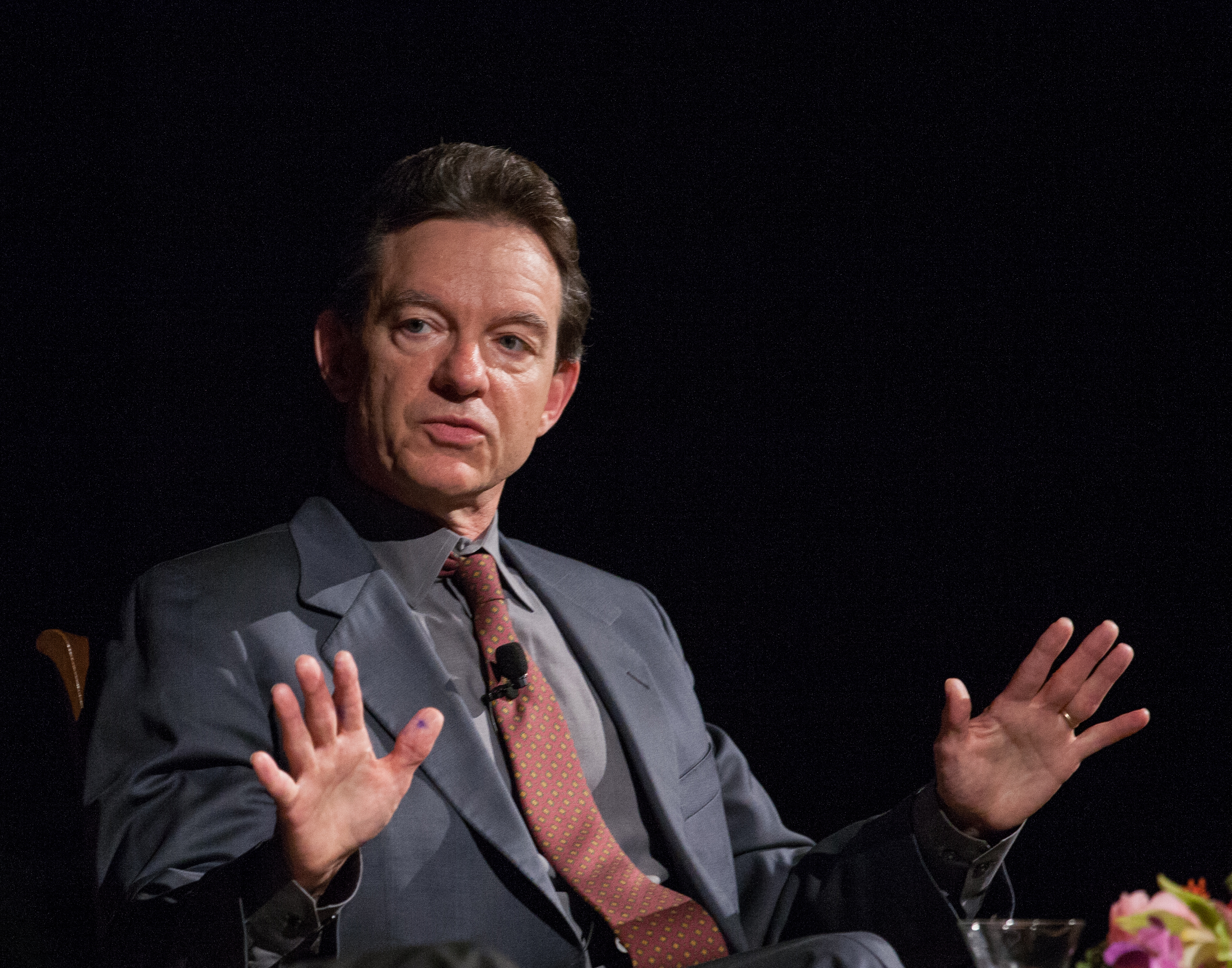
Райт в 2013 году на презентации книги «Путь к клиру» в Библиотеке и музее Линдона Бэйнса Джонса

Райт написал для The New Yorker материал об известном сценаристе, продюсере, кинорежиссёре и бывшем саентологе Поле Хаггисе. В 2013 году вышла книга Райта «Путь к клиру: саентология, Голливуд и темница веры», где он обобщил свои интервью с более двумястами бывшими саентологами, а также рассмотрел историю становления Церкви саентологии и её руководства. В интервью The New York Times Райт сообщил, что получил «неисчислимое» количество писем с угрозами судебных исков от адвокатов, представляющих интересы Церкви саентологии, и знаменитостей, которые являются её активными членами. Также последовали официальные заявления от Церкви саентологии с опровержениями содержащихся в книге сведений.

### Другие произведения

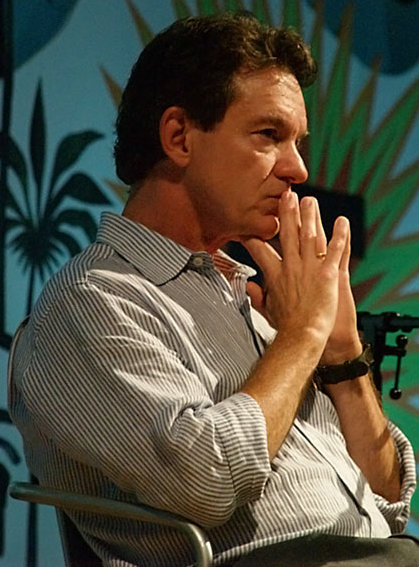
Лоуренс Райт в 2007 году на Бразильском литературном фестивале

В 1994 году Райт выпустил книгу «Вспоминая сатану: трагическое дело восстановленной памяти», посвящённую судебному процессу ложной памяти Пола Ингрэма
Райт выступал в качестве одного из сценаристов фильма «Осада» (1998), где повествуется о нападении террористов в Нью-Йорке, что приводит к сужению гражданских свобод и дискриминации американцев арабского происхождения.
Райт был одним из сценаристов фильма Оливера Стоуна «Норьега, любимец Бога» (2000).
В 2010 году на канале HBO вышел документальный фильм Райта «Моё путешествие к Аль-Каиде». В его основу легли материалы, которые Райт собирал во время своих поездок по Ближнему Востоку для написания книги «Смутная башня». В фильме рассказывается про "Аль-Каиду
", исламский радикализм, враждебность по отношению к США и американскому присутствию в Ираке и Афганистане, в сочетании с повествованием Райта от первого лица, документальными кадрами и фотографиями.
Райт играет на синтезаторе в блюз-группе WhoDo.

## Награды
- 2006 — Книжная премия Лос-Анджелес Таймс[англ.] — «Смутная башня»
- 2006 — Список бестселлеров по версии The New York Times — «Смутная башня»
- 2006 — Лучшая книга года по версии New York Times[англ.] — «Смутная башня»
- 2006 — Лучшие книги года по версии New York Times[англ.] — «Смутная башня»
- 2006 — Премия общественной организации Investigative Reporters and Editors[англ.] — «Смутная башня»
- 2006 — National Book Award финалист — «Смутная башня»
- 2006 — Книжная премия Лос-Анджелес Таймс[англ.] финалист — «Смутная башня»
- 2006 — Time лучшая книга года — «Смутная башня»
- 2007 — Пулитцеровская премия за нехудожественную литературу — «Смутная башня»
- 2007 — Книжная премия Хелен Бернштейн за успехи в журналистике[англ.] — «Смутная башня»
- 2007 — Премия Джея Энтони Лукаса[англ.] — «Смутная башня»
- 2007 — Премия Лионель Гельбер[англ.] — «Смутная башня»
- 2007 — Книжная премия Артура Росса, короткий список — «Смутная башня»
- 2007 — Литературная премия ПЕН-центра США[англ.] (исследовательская документалистика) — «Смутная башня»
- 2009 — Newsweek 50 книг нашего времени — «Смутная башня»
- 2013 — Премия Национального круга книжных критиков (документалистика) короткий список — «Путь к клиру»[14][15]

## Сочинения

### Книги
- City Children, Country Summer: A Story of Ghetto Children Among the Amish (англ.). — Scribner, 1979. — ISBN 978-0-684-16144-0.
- In the New World: Growing up in America, 1964-1984 (англ.). — Alfred A. Knopf, 1987. — ISBN 978-0-394-75964-7.
- Saints and Sinners (неопр.). — Alfred A. Knopf, 1993. — ISBN 978-0-679-76163-1.
- Remembering Satan: A Tragic Case of Recovered Memory (англ.). — Vintage Books, 1994. — ISBN 978-0-679-75582-1.
- Twins: And What They Tell Us About Who We Are (англ.). — John Wiley & Sons, 1999. — ISBN 978-0-471-29644-7.
- God's Favorite: A Novel (неопр.). — Simon & Schuster, 2000. — ISBN 978-0-684-86810-3.
- The Looming Tower: Al-Qaeda and the Road to 9/11 (англ.). — Alfred A. Knopf, 2006. — ISBN 978-0-375-41486-2.
- Going Clear: Scientology, Hollywood, and the Prison of Belief (англ.). — Alfred A. Knopf, 2013. — ISBN 978-0-307-70066-7.
- Thirteen Days in September: Carter, Begin and Sadat at Camp David (англ.). — Alfred A. Knopf, 2014. — ISBN 978-0-385-35203-1.

#### Издания на русском языке
- Райт Л. Аль-Каида = The Looming Tower / пер. с англ. С. Голованова. — М.: Geleos Publishing House, 2010. — 413 с. — ISBN 978-5-412-00113-5.

### Статьи
- Wright, Lawrence. The Talk of the Town: Comment: Intolerance (англ.) // The New Yorker : magazine. — Condé Nast, 2010. — 20 September (vol. 86, no. 28). — P. 47—48.
- Wright, Lawrence. Reporting & Essays: Profiles: The Apostate, Paul Haggis vs. the Church of Scientology (англ.) // The New Yorker : magazine. — Condé Nast, 2011. — 14 February.